# Scandinavium

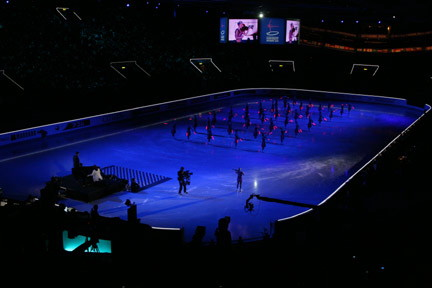
Scandinaviums insida

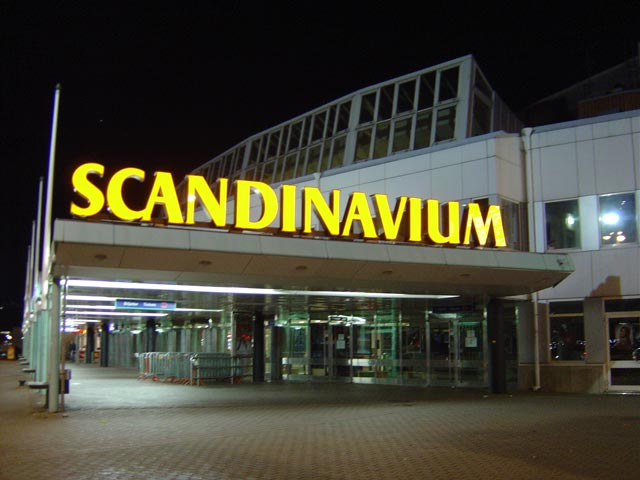
Scandinaviums entré, 2005

Scandinavium är en inomhusarena i Göteborg, som invigdes den 18 maj 1971 och byggdes ut 1991. Publikkapacitet är 12 044 personer vid sportevenemang och drygt 14 000 personer vid till exempel konserter. Publikrekordet vid ishockey är 13 963 och vid konsert är 14 606. Ishockeylaget Frölunda HC har Scandinavium som sin hemmaarena.

## Historia

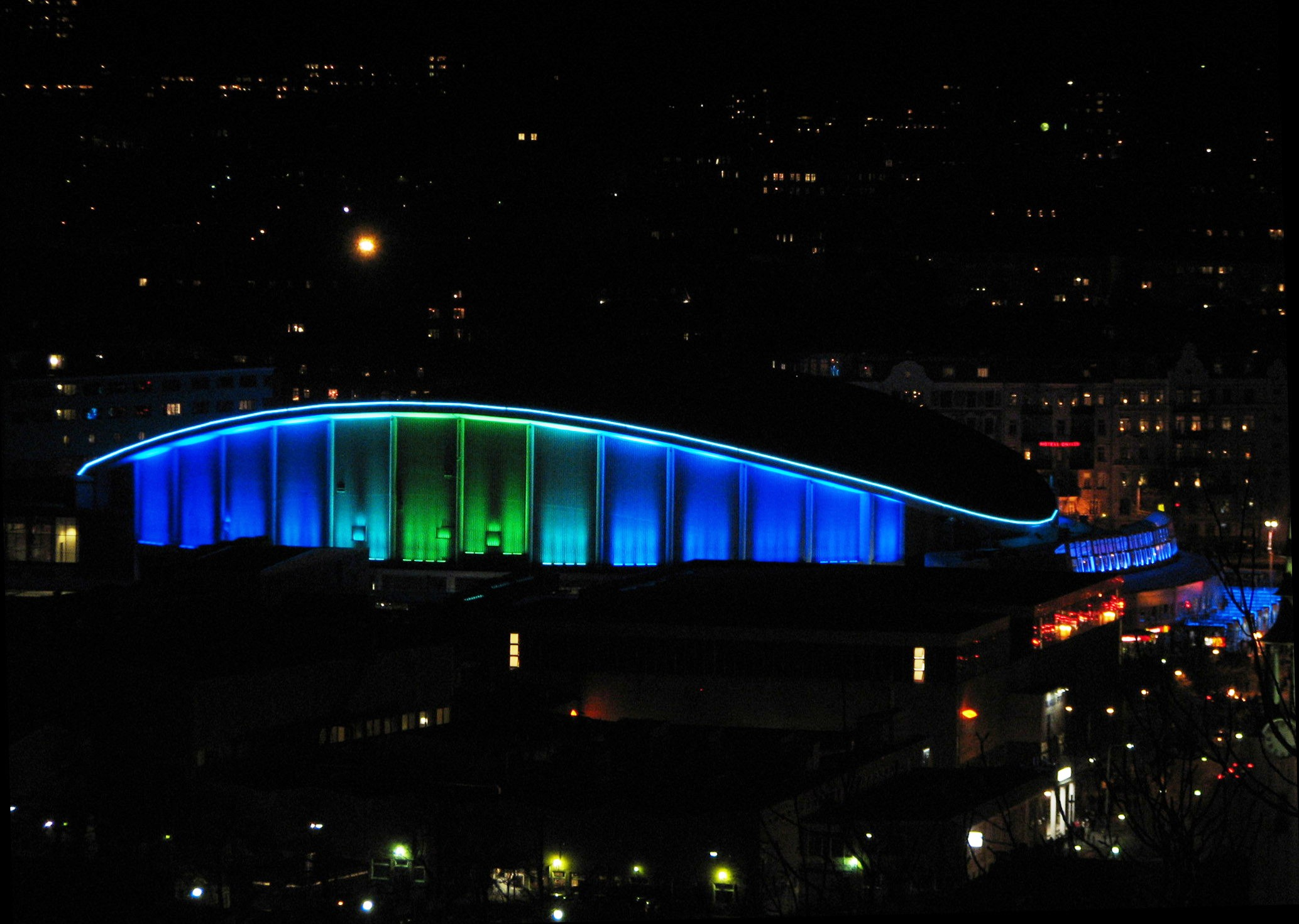
Scandinavium med belyst fasad.

Planer på att bygga en inomhusarena i Göteborg fanns redan på slutet av 1940-talet. Valhalla Inomhusarena var ett av förslagen som arkitekten Poul Hultberg ritade. Finansieringen gick dock inte att lösa och frågan låg i träda under hela 1950-talet. Då Göteborgs 350-årsfirande närmade sig, aktualiserades förslaget på nytt, som ansågs utgöra ett bestående minne av jubileet. Den 29 maj 1969 beslöts, på förslag av jubileumsnämnden, om att bilda ett bolag för uppförande av ett kultur- och idrottscentrum Scandinavium vid Skånegatan. Ritningarna reviderades och i maj 1969 togs det första spadtaget. En kraftig debatt föregick byggstarten, då både finansieringen och namnet men även den orange exteriörfärgen utgjorde tvistefrågor. Bygget av det som då skulle bli norra Europas modernaste och största inomhusarena för sport, nöje och kultur kunde förverkligas genom en aktiebolagsbildning mellan kommun och näringslivet. Idrotts- och Kulturcentrum Scandinavium i Göteborg AB bedrev inledningsvis verksamheten i egen fastighet. Fram till mitten av 1971 hade Scandinavium kostat skattebetalarna 1 miljon kronor, näringslivet 2,7 miljoner och resterande pengar upp till de 31 miljoner som var totalkostnaden, lånades upp av två försäkringsbolag.
I maj 1986 fick Göteborgs kommun aktiemajoriteten i Scandinavium genom ett köp av 68 aktier. Sedan tidigare ägde man 100 av de 321 aktierna. Sammanlagt hade kommunen fram till 1986 skjutit till cirka 50 miljoner kronor. År 1995 tog det kommunala fastighetsbolaget Framtiden över ägarskapet av arenan. Evenemangsverksamheten fördes senare över till kommunens evenemangsbolag Got Event AB. Arenan kostade 32 miljoner kronor att uppföra.
Det var efter arkitekt Poul Hultbergs ritningar som Kärrholms konstruktionskontor konstruerade byggnaden. Byggnaden skulle rymma 11 000 sittplatser och 3 000 ståplatser. Takytan var 9 200 kvadratmeter, högsta höjden 26 meter, lägsta höjden 13 meter, innertak över isen 14 meter, samt längd 82 meter och bredd 50 meter. Golvytan för utställningsändamål var 3 500 kvadratmeter och foajéytan 3 000 kvadratmeter. Sedan arenan byggdes 1971 har den haft samma orange färg men under sommaren 2006 genomgicks en renovering där bland annat utsidan målades om i silvergrått. Med hjälp av färgade strålkastare kan byggnaden nu lysas upp i valfria färger mot den silvergrå fasaden.
Scandinavium ligger centralt i Göteborg på Skånegatan, eller stadens Evenemangsstråk som lokalpolitikerna föredrar att kalla gatan med omnejd. I närheten finns även Ullevi, Svenska Mässan, Filmstaden Bergakungen, Universeum, Världskulturmuseet och Liseberg. Inne i arenan finns det många restauranger och andra butiker där det säljs korv, läsk och godis. Under Frölundas hemmamatcher finns också flera souvenirbutiker och lottförsäljningsstånd.
En av Melodifestivalens deltävlingar har arrangerats i Scandinavium varje år sedan 2003, med undantag för pandemiåren 2021 och 2022. Dessutom har Scandinavium stått som värd för Eurovision Song Contest 1985. Här har artister och grupper som Fame, Shirley Clamp, Alcazar, Pandora, Anne-Lie Rydé, E-type, Nordman, Timoteij och The Ark tävlat om en finalplats i Globen.
Det största årligen återkommande evenemanget är Göteborg Horse Show som sedan 1978 har status som deltävling i Världscupen i hästhoppning och i tolv av dessa år så har tävlingen utgjort finalen i världscupen. Scandinavium hade sammanlagt 742 563 besökare 2005. Detta är en ökning med ungefär 65 000 jämfört med 2004 då man hade 679 824 besökare.
Scandinavium byggdes om till Inomhus-EM i friidrott 2013.

## Större evenemang

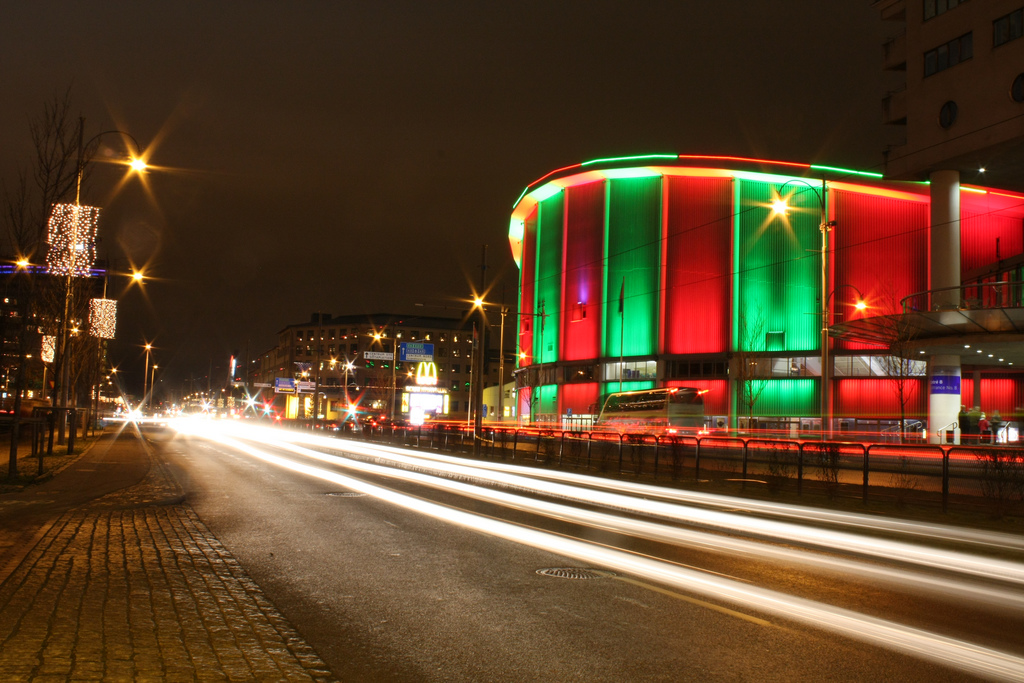
Scandinavium på natten

- Aida 1971. Opera med Birgit Nilsson som var det stora invigningsevenemanget.
- Jesus Christ Superstar 1972. Musikal med en totalpublik på 72 000 personer under fem dagar föreställningar. Agnetha Fältskog spelade Maria Magdalena, Peter Winsnes spelade Jesus. Titti Sjöblom var ersättare som Maria Magdalena i tre av föreställningarna.
- The Who, konsert 24 augusti 1972, under deras europeiska turné det året.
- Turandot 1973. Opera med Birgit Nilsson.
- Annie Get Your Gun 1974 med Lill-Babs som Annie Oakley.
- Rolling Stones, konsert 6 oktober 1973, två föreställningar.
- David Cassidy, konsert 10 maj 1974.
- Kiss, konserter 1976, 1980, 1983, 1984, 1996, 1999, 2017 & 2022.
- Abba, konsert 19 oktober 1979; första konserten på den europeiska delen av deras sista världsturné.
- Dire Straits, konsert i november 1979. Publik 14 000 personer.
- VM i ishockey 1981 (Sverige-Sovjetunionen i final 1-13).
- Eurovision Song Contest 1985 med Lill Lindfors som programledare och norska Bobbysocks som vinnare.
- Iron Maiden, konserter 1980, 1983, 1984, 1986, 1988, 1990, 1993, 1999, 2003, 20 november 2006. Publik 10 050 personer.
- Metallica, konserter 1992, 1996
- Saxon, konserter 1983, 1984 - World Crusade. Publik: 12 300 personer, 1985.
- Europe, konserter 1986 (2st), 1989 och 1991
- Carmen 1988. Opera.
- Bon Jovi, konsert 2001.
- Def Leppard, konserter 1988 och 1993.
- HammerFall, konserter 2005, 2007 och 2009.
- George Michael, konsert 20 oktober 2006.
- Elton John, konsert 3 december 2005. Publik: 10 680 personer.
- Justin Timberlake, konsert 25 juni 2007. Publik: ca 14 000 personer.
- Mamma Mia!, musikalen besökte Göteborg sommaren 2007.
- Queen, konsert 16 november 2007.
- Marilyn Manson, konsert 17 december 2007.
- Singin' in the Rain, musikal under sommaren 2008.
- Världsmästerskapen i konståkning 2008.
- Whitesnake, konsert 17 december 2008 samt 1984 och 2004.
- Oasis, konsert 25 januari 2009.
- Judas Priest, Megadeth och Testament, konsert 1 mars 2009. Judas Priest har även spelat i Scandinavium 1984, 1986, 1991 och 2005.
- Tokio Hotel, konsert 5 mars 2010.
- Håkan Hellström, konsert 7 december 2013, 25 och 26 november 2016.
- Melodifestivalen, en deltävling årligen 2003–2020.
- Göteborg Horse Show - årligen.
- Slipknot, konsert 20 januari 2016.
- NHL Global Series 2018, ishockeymatch 6 oktober 2018.
- Ghost, konsert 20 februari 2019

### Mästerskap
- 1972 Europamästerskapen i konståkning
- 1973 VM i fäktning
- 1974 EM i friidrott
- 1976 Världsmästerskapen i konståkning
- 1977 VM i brottning
- 1980 Europamästerskapen i konståkning
- 1981 VM i ishockey
- 1982 EM i karate
- 1983
  - EM i gymnastik
  - VM i styrkelyft
  - EM i frisering
- 1984 EM i friidrott
- 1985
  - Europamästerskapen i konståkning
  - Eurovision Song Contest 1985
  - VM i bordtennis
  - VM i bodybuilding
- 1990 EM i sportgymnastik
- 1991 EM i boxning
- 1993
  - VM i bordtennis
  - VM i handboll för herrar
- 1997
  - VM i formationsdans
  - VM i kortbanesimning
- 1998 VM i formationsdans
- 2000 VM i shortrack
- 2002
  - EM i handboll för herrar
  - VM i ishockey
- 2003 EM i sportskytte
- 2005 Världsmästerskapen i teamåkning
- 2006 EM i damhandboll
- 2008 Världsmästerskapen i konståkning
- 2011 VM i handboll
- 2012 Världsmästerskapen i teamåkning
- 2013 EM i friidrott
- 2014 VM i innebandy